# Alfred Reitlinger
Alfred Reitlinger (* 5. September 1908 in Schwabmünchen; † 5. April 1983 in München), hauptberuflich Ministerialdirigent mit Verantwortung für das Personalwesen im bayerischen Landwirtschaftsministerium, war Präsident des FC Bayern München von 1955 bis 1958.

## Leben und Wirken
Sein Vater Leo war Oberamtsrichter, sein Bruder Anton geboren 1905 in Schwabmünchen, kaufmännischer Angestellter und aktiv beim FC Bayern, verstarb am 2. Februar 1945 im Konzentrationslager Dachau. Alfred Reitlinger trat 1933 vom jüdischen zum katholischen Glauben über.
Seine berufliche Laufbahn entwickelte sich wie folgt:
- 1927–1931 Banklehre und Tätigkeit bei der Disconto-Gesellschaft München
- 1931–1934 Revisor bei der Bayerischen Landesbauernkammer
- August 1934 infolge der Nürnberger Gesetze fristlos entlassen
- 1934–1939 Tätigkeit bei verschiedenen Firmen
- 1939–1941 bei der Firma Drexler & Co., Eisenkonstruktionen
- 1941 auf Veranlassung der Deutschen Arbeitsfront entlassen
- 1942–1944 durch die Gestapo bei der Druckerei Obpacher als Hilfsarbeiter eingesetzt
- 1944 – Mai 1945 Sachbearbeiter bei der Arbeitsgemeinschaft des Schlosserhandwerks, München,
- 15. August 1945 Personalreferent im Bayerischen Staatsministerium für Ernährung, Landwirtschaft und Forsten
  - ab 1. Dezember 1945 Oberregierungsrat, ab 1. Januar 1947 Ministerialrat, später Ministerialdirigent

1949 wurde er, damals noch Ministerialrat im Landwirtschaftsministerium, zusammen mit dem Herausgeber der Süddeutschen Zeitung Werner Friedmann und Carl Schlochauer, dem Herausgeber der Landshuter Zeitung Isar-Post vom Landtagsabgeordneten Walter Held auf einer Sitzung der Traberbesitzer als die Traberzucht in Bayern beherrschend bezeichnet.

### Präsidentschaft beim FC Bayern
Alfred Reitlinger wurde im Juli 1955 Nachfolger des Triumvirates Adolf Fischer, Karli Wild und Hugo Theisinger, das 1953 nach dem umstrittenen Vereinsführer und Leiter der Handballabteilung des FC Bayern Julius Scheuring die Leitung des Vereins übernahm. Unter dem Dreigespann stieg der Verein zum Ende der Oberligasaison 1955/56 zum bislang einzigen Mal, zudem als Tabellenletzter mit elf Punkten Abstand zu einem Nichtabstiegsrang, ab.
Unter Reitlinger gelang der vom Ex-Bayernspieler Herbert „Bertl“ Moll trainierten Mannschaft, der bereits im Dezember 1954 übernahm, der umgehende Wiederaufstieg.
Der Österreicher Willibald Hahn wurde neuer Bayerntrainer, nachdem er zuletzt von 1953 bis 1955 norwegischer Nationaltrainer war. In der Liga wurden die Bayern 1957 Zehnte. Nachdem der Verein ursprünglich aufgrund der angespannten Finanzlage auf die Teilnahme am DFB-Pokal verzichten wollte, bestand Hahn auf die Teilnahme im damals noch kalenderjährlich ausgetragenen Wettbewerb. Im Dezember gelang hier durch einen 1:0-Finalsieg im Augsburger Rosenaustadion über Fortuna Düsseldorf der zweite nationale Erfolg der Bayern nach der deutschen Meisterschaft von 1932. Neben dem Weltmeister von 1954 Hans Bauer waren der zu Saisonbeginn 1957/58 gekommene fünfmalige ungarische Nationaltorwart Árpád Fazekas und der vom Karlsruher SC gekommene Stürmer Kurt Sommerlatt, der mit den Bayern seinen dritten Pokaltriumph in Serie feierte, die wohl prominentesten Spieler des FC Bayern. Bayern schloss die  Oberliga 1958 als Siebter ab. Prekär war allerdings die finanzielle Situation des Vereins und das Wort Zahlungsunfähigkeit stand im Raum.
Im April 1958 wurde Reitlinger bei der stürmisch verlaufenen Jahreshauptversammlung gegen seinen heftigen Widerstand nicht wiedergewählt. Nachfolger wurde der in München ansässige Neusser Unternehmer und bisheriges Mitglied des Spielausschusses Roland Endler, der den Verein in den nächsten vier Jahren durch Mäzenatentum und kluges Management sanieren sollte.
Bei einer Buchprüfung der neuen Vereinsleitung wurde festgestellt, dass beim FC Bayern in Reitlingers Amtszeit eine dem Vertragsspielerstatut zuwiderlaufende Überzahlung von Spielern erfolgte. Zur juristischen Entlastung des neuen Führungspersonals wurde dies beim DFB zur Anzeige gebracht. Zudem wurde Reitlinger aufgefordert nicht ordnungsgemäß abgerechnete Spesen zurückzuzahlen, was er dann bis auf DM 600, auf die Bayern dann verzichtete, per Ratenzahlung auch tat. Nach Aufforderung trat er bereits im Sommer 1958 aus dem Verein aus. Sein Kassierer Willy Plank, der schon in den 1940er Jahren Geschäftsführer bei Bayern war, wurde zwangsweise aus dem Verein ausgeschlossen.
Konkret sah es das Sportgericht des Deutschen Fußball-Bundes als erwiesen an, dass der FC Bayern in der Saison 1957/58 20 Spieler in Höhe von jeweils DM 200 bis etwa DM 400 überzahlt hatte, was als „grober Verstoß“  gegen das Vertragsspielerstatut bewertet wurde. Es wurde als nicht bewiesen angesehen, dass der Verein DM 16.000 für sogenannte „Urlaubsgelder“ ausgeschüttet hatte, also 800 Märker pro Spielernase. Ein Nachweis wohin das Geld geflossen sein soll, konnte auch nicht erbracht werden. Weder Reitlinger noch Plank beteiligten sich am sportgerichtlichen Verfahren. Der FC Bayern wurde zu einem Abzug von acht Punkten und einer Geldstrafe von DM 10.000 verurteilt. Der Punktabzug wurde in der Berufung auf vier Punkte reduziert und kam zum Ende der Saison 1959/60 zur Anwendung.
Ein weiteres Problem, in diesem Fall mit seinem Dienstherrn, dem Landwirtschaftsministerium, entstand durch die doppelte Abrechnung von Fahrtenkosten mit der Bahn. Er verwendete die dienstlichen Dauerfahrkarten des Ministeriums auch für Privatreisen für den Verein, hatte sich aber gleichzeitig die vollen Kosten vom FC Bayern erstatten lassen, womit ein Schaden zu Lasten der Bahn von DM 2.180 und des FC Bayern von DM 2.104 entstand. Laut Reitlinger erfolgte die Nutzung der Karte mit der Genehmigung der Minister Joseph Baumgartner und Alois Hundhammer, die damit die finanziell angeschlagenen Bayern begünstigen wollten. Zudem soll er dem Verein Fahrtkosten zu Länderspielen angerechnet haben die er nicht besuchte. Im Zuge eines Dienststrafermittlungsverfahrens wurde Reitlinger im Februar 1959 beurlaubt.
Die Große Strafkammer beim Landgericht München verurteilte den damals 51-jährigen Reitlinger im Mai 1960 zu einer Haftstrafe von sieben Monaten mit Bewährung und einer Buße von DM 3.000, die an den Bayerischen Landesverband für Gefangenenfürsorge zu entrichten war. Das Gericht erkannte hierbei auf fortgesetzten Betrug, indem er für ministerielle Dienstreisen vorgesehene Bahndauerkarten auch für Reisen im Interesse des FC Bayern verwendete. Vom Vorwurf der Untreue gegenüber dem FC Bayern wurde er mangels Beweises freigesprochen, wenngleich der Gerichtsvorsitzende meinte, „objektiv hat der Angeklagte zweifellos gegenüber dem FC Bayern den Tatbestand des Betrugs und der Untreue erfüllt. Es war dem Angeklagten aber nicht zu widerlegen, dass er auf Spesen, auf die er ein Anrecht an den Verein hatte, nicht liquidierte, und dafür Spesen, auf die er ein Anrecht hatte, aufrechnen zu können glaubte“. Ex-Minister Baumgartner, der wegen des Verdachtes einer möglichen Beteiligung unvereidigt blieb, meinte, dass er die Bestimmungen über Dauerkarten nicht kannte und die von Reitlinger nie gesehen hätte.